# Muziic
Program Muziic omogoča poslušanje vseh skladb, ki so v arhivu YouTube, tako da videovsebino loči od avdiovsebine. Uporabnik si lahko naredi tudi svoj spisek skladb.
Program sta izdelala Mark in David Nelson (oče in sin).

## Povezava
- http://www.muziic.com